# الهجوم الليلي على ترجوفيشت
الهجوم الليلي على ترجوفيشت هي معركة حدثت بين قوات أمير الأفلاق فلاد الثالث المخوزق ضد السلطان العثماني محمد الفاتح في ليلة يوم 17 يونيو 1462 المصادف يوم الثلاثاء. إندلع النزاع بعد رفض فلاد دفع الجزية إلى العثمانيين وكذلك قيام فلاد باجتياحه لبلغاريا حيث قام هناك بقتل 23 ألف جندي عثماني بإعدامهم بالخوازيق. جهز محمد جيشاً كبيراً لمواجهة فلاد في رومانيا، حارب القائدان بعدها بسلسلة مناوشات، حيث حاول فلاد عندها اغتيال السلطان العثماني نفسه في خيمته لكن محاولته فشلت. بعد فشل المحاولة وجه السلطان العثماني قواته نحو العاصمة ترجوفيشت حيث وجد هناك جثث جنوده مخوزقة على شكل غابة قرب المدينة، وقد قال فلاد في رسالة له لماتياس كورفينوس ملك المجر أن عددهم حوالي 24 ألف من العثمانيين. أدى هذا إلى صدمة العثمانيين ليكتفوا بأخذ بعض السبايا من ترجوفيشت ويعودوا إلى إسطنبول. كلا الطرفين إدعى النصر بعد هذه المعركة.